# Liberchies
Liberchies is een dorp in de Belgische provincie Henegouwen, en een deelgemeente van de Waalse gemeente Pont-à-Celles.
Liberchies was een zelfstandige gemeente, tot het eerst in 1964 bij Luttre werd gevoegd en uiteindelijk bij de gemeentelijke herindeling van 1977 toegevoegd werd aan Pont-à-Celles.

## Geschiedenis
Liberchies is gelegen langs de voormalige Romeinse heerweg Bavay-Tongeren, waar een vicus werd ontdekt. Geminiacum is de naam van de vicus (Romeinse dorp), dat zich naast het centrum van het huidige Liberchies langs de Romeinse heerweg ontwikkelde. Dit dorp werd rond 30 v.Chr opgericht en bewoond tot aan het laatste kwart van de 3de eeuw. Opgericht als een pleisterplaats waar reizigers konden overnachten en de postdienst van paarden kon wisselen ontwikkelde het zich al snel tot een kleine stad  met een cultureel leven en economische activiteiten. In 1970 werd er in het voormalige Geminiacum een muntschat van 368 gouden Romeinse munten ontdekt.

## Bezienswaardigheden
- De Sint-Pieterskerk (Église Saint-Pierre) is een neogotisch kerkgebouw van 1873-1874.
- Ten zuiden van Liberchies (Geminiacum in de Romeinse tijd) ligt de Chaussée Brunehaut waar deze nederzetting, nabij het gehucht Brunehaut, was te vinden. Hier is een Gallo-Romeinse site te vinden.

## Natuur en landschap
Bij Liberchies ligt de Ruisseau de Monplaisier met enkele vijvers. De hoogte aan de kerk bedraagt 151 meter.

## Demografische ontwikkeling
- Bronnen:NIS, Opm:1831 tot en met 1970=volkstellingen

## Geboren in Liberchies
- Django Reinhardt (1910-1953), sinti-gitarist

## Nabijgelegen kernen
Thiméon, Luttre, Frasnes-lez-Gosselies